# 聖費南多 (查拉特南戈省)
聖費南多（西班牙語：San Fernando），是薩爾瓦多的城鎮，位於該國西北部，由查拉特南戈省負責管轄，面積44.03平方公里，海拔高度1,062米，2007年人口2,593，人口密度每平方公里58.89人。
14°18′N 89°2′W / 14.300°N 89.033°W